# فريدريك هينريتش فون دير هاغن
فريدريك هينريتش فون دير هاغن (بالألمانية: Friedrich Heinrich von der Hagen)‏ هو لغوي ألماني، ولد في 19 فبراير 1780 في آنغرمونده في ألمانيا، وتوفي في 11 يونيو 1856 في برلين في ألمانيا. وهو والد هاينريش الأول دوق براونشفايغ-لونيبورغ